# San Javier (Granada)
San Javier es una localidad y pedanía española perteneciente al municipio de Las Gabias, en la provincia de Granada, comunidad autónoma de Andalucía. Está situada en la parte central de la comarca de la Vega de Granada. Anexo a esta localidad se encuentra el núcleo de El Ventorrillo, y un poco más alejados están Híjar, Cúllar Vega, Gabia Grande, Casas Bajas, Belicena, Ambroz, Los Llanos y Churriana de la Vega.

## Historia
San Javier es una zona residencial formada por viviendas unifamiliares cuyas primeras construcciones se iniciaron en la segunda mitad del siglo XX en la denominada Urbanización San Javier. Casi en su totalidad, las calles recibieron el nombre de ríos granadinos (Beiro, Darro, Fardes, Frío, Genil, Guadalfeo, Monachil), del resto de España (Andarax, Almanzora, Duero, Ebro, Júcar, Segura, Sil, Tajo, Tormes, etc.) y de Europa (Danubio y Tíber).

## Demografía
Según el Instituto Nacional de Estadística de España, en el año 2019 San Javier contaba con 355 habitantes censados, lo que representa el 1,68% de la población total del municipio.

### Evolución de la población
| Gráfica de evolución demográfica de San Javier entre 2009 y 2019 |
|                                                                  |
| Datos según el nomenclátor publicado por el INE.                 |

## Comunicaciones

### Carreteras
La principal vía de comunicación que transcurre junto a esta localidad es:
| Identificador | Denominación             | Itinerario      |
| ------------- | ------------------------ | --------------- |
| A-44          | Autovía de Sierra Nevada | Bailén - Motril |

Algunas distancias entre San Javier y otras ciudades:
| Ciudades     | Distancia (km) |
| ------------ | -------------- |
| Gabia Grande | 2              |
| Santa Fe     | 6              |
| Granada      | 10             |
| Jaén         | 95             |
| Almería      | 168            |
| Murcia       | 291            |